# تريسي هاو
تريسي هاو هو موسيقي كندي، ولد في 16 فبراير 1952 في تورونتو في كندا.